# WEC 33
WEC 33: Marshall vs. Stann foi um evento de MMA promovido pelo World Extreme Cagefighting ocorrido em 26 de Março de 2008 no Hard Rock Hotel and Casino em Paradise, Nevada.

## Background
A revanche pelo Cinturão Peso Médio do WEC entre o campeão Paulo Filho e Chael Sonnen foi colocada nesse evento, mas Filho saiu da luta três semanas antes do evento devido à problemas pessoais. Sonnen permaneceu no card, e enfrentou Bryan Baker, que foi retirado da luta contra Logan Clark para enfrentar Sonnen. O novo oponente de Clark foi o estreante no WEC Scott Harper. A revanche entre Filho e Sonnen foi depois remarcada para o WEC 36 em Novembro de 2008, onde Sonnen derrotou Filho em uma luta não válida pelo título, após Filho não bater o peso.
O evento acumulou aproximadamente 549,000 telespectadores na Versus.

## Resultados

### Card Preliminar
- Luta de Peso Médio:  Logan Clark vs.  Scott Harper

Clark venceu por Nocaute Técnico (golpes) aos 4:37 do primeiro round.
- Luta de Peso Galo:  Chris Manuel vs.  Kenji Osawa

Manuel e Osawa fizeram um empate dividido após três rounds. Os juízes marcaram a luta 29–28 (Osawa), 29–28 (Manuel) e 28–28.
- Luta de Peso Meio Médio:  Alex Serdyukov vs.  Ryan Stonitsch

Serdyukov venceu por Finalização (triângulo) aos 1:35 do primeiro round.
- Luta de Peso Leve:  Richard Crunkilton vs.  Sergio Gomez

Crunkilton venceu por Decisão Unânime (30–26, 30–27 e 29–28). Essa luta, embora preliminar, foi transmitida ao vivo na transmissão.
- Luta de Peso Meio Médio:  Brock Larson vs.  John Alessio

Larson venceu por desqualificação (joelhada ilegal) aos 1:50 do primeiro round.
- Luta de Peso Meio Médio:  Hiromitsu Miura vs.  Blas Avena

Miura venceu por Nocaute Técnico (socos) aos 2:35 do primeiro round. Essa luta, embora preliminar, foi transmitido ao vivo na transmissão.

### Card Principal
- Luta de Peso Meio Pesado:  Steve Cantwell vs.  Tim McKenzie

Cantwell venceu por Finalização (mata leão) aos 2:13 do primeiro round.
- Luta de Peso Leve:  Marcus Hicks vs.  Ed Ratcliff

Hicks venceu por Finalização (guilhotina) aos 1:42 do primeiro round.
- Luta de Peso Médio:  Chael Sonnen vs.  Bryan Baker

Sonnen venceu por Decisão Unânime (30–26, 30–25 e 30–25).
- Luta pelo Cinturão Peso Meio Pesado do WEC:  Doug Marshall (c) vs.  Brian Stann

Stann venceu por Nocaute (socos) aos 1:35 do primeiro round para se tornar o Campeão Peso Meio Pesado do WEC.

## Pagamentos
O seguinte pagamento dos lutadores foi divulgada pela Comissão Atlética de Nevada. Isso não inclui o dinheiro de patrocínio e bônus de "vestiário" muitas vezes dado pelo WEC.
- Brian Stann: $18,000 (incluindo $9,000 de bônus de vitória) derrotou Doug Marshall: $10,000
- Chael Sonnen: $34,000 ($17,000 de bônus de vitória) derrotou Bryan Baker: $5,000
- Marcus Hicks: $10,000 ($5,000 de bônus de vitória) derrotou Ed Ratcliff: $7,000
- Steve Cantwell: $8,000 ($4,000 de bônus de vitória) derrotou Tim McKenzie: $6,000
- Hiromitsu Miura: $8,000 ($4,000 de bônus de vitória) derrotou Blas Avena: $6,000
- Brock Larson: $24,000 ($12,000 de bônus de vitória) derrotou John Alessio: $15,000
- Rich Crunkilton: $20,000 ($10,000 de bônus de vitória) derrotou Sergio Gomez $4,000
- Alex Serdyukov: $12,000 ($6,000 de bônus de vitória) derrotou Ryan Stonitsch: $3,000
- Chris Manuel:  $3,000 vs. Kenji Osawa: $5,000 ^
- Logan Clark: $12,000 ($6,000 de bônus de vitória) derrotou Scott Harper: $3,000

^Ambos lutadores ganharam dinheiro de show; luta declarada empate majoritário.